# Matteo Darmian
Matteo Darmian (Legnano, 2 dicembre 1989) è un calciatore italiano, difensore o centrocampista dell'Inter.

## Biografia
Il 14 giugno 2017 si è sposato a Cernobbio con Francesca Eleonora Cormanni, con la quale ha avuto due figli: Achille Leo (2019) e Gregorio Leo (2022).

## Caratteristiche tecniche
È un terzino che può giocare su entrambe le fasce del campo, nonostante prediliga la corsia destra; la sua duttilità gli permette di giocare sia come esterno a tutta fascia, sia come difensore centrale, ruolo nel quale peraltro è cresciuto. È dotato di buona qualità di gioco e di senso tattico.

## Carriera

### Club

#### Milan
Ha dato i primi calci a un pallone nel campetto dell'oratorio del suo paese d'origine, Rescaldina (MI), il cui allenatore era il padre Giovanni. Cresciuto poi nelle giovanili del Milan, società in cui il suo scopritore Beniamino Abate, padre di Ignazio, svolgeva un ruolo nello staff tecnico, Darmian ha fatto il suo esordio assoluto con i rossoneri ancora prima di aver compiuto 17 anni, il 28 novembre 2006 nella partita di Coppa Italia Brescia-Milan (1-2), entrando durante l'intervallo per sostituire Kakhaber Kaladze. L'esordio in Serie A è avvenuto il 19 maggio 2007, in Milan-Udinese (2-3), quando è entrato al 67' per sostituire Giuseppe Favalli.
Nella stagione 2007-2008 è stato aggregato alla prima squadra ma non è stato utilizzato in campionato. È divenuto tuttavia leader e capitano della formazione Primavera, risultando per più anni il migliore di tale squadra: con la massima formazione giovanile ha disputato 25 partite con un gol nel campionato di categoria 2007-2008 e 13 partite in quello successivo. Il 21 dicembre 2008 è stato impiegato nel secondo tempo della partita Milan-Udinese (5-1), conseguendo la sua seconda presenza in Serie A a un anno e sette mesi dalla prima. Chiude l'esperienza milanista con quattro presenze in massima serie.

#### Padova
Il 17 luglio 2009, a 19 anni, il Milan lo ha ceduto in prestito al Padova in Serie B. Il 30 luglio 2009 è stato operato per risolvere una frattura da stress allo scafoide del piede sinistro, intervento che lo ha tenuto fuori nei primi mesi della stagione. Il 28 novembre 2009 ha fatto il suo esordio con la maglia del Padova in campionato nella partita Padova-Vicenza (1-2) subentrando al 35' ad Andrea Soncin. Il 20 febbraio 2010 ha realizzato il primo gol da professionista durante Ancona-Padova (2-2), partita valida per la 26ª giornata. Alla fine del primo anno ottiene la salvezza in Serie B, dopo i play-out contro la Triestina. Il 24 giugno 2010 il Padova ha comunicato la fine del prestito e, conseguentemente, il ritorno del giocatore al Milan. Conclude la sua prima annata a pieno regime fra i professionisti con 22 presenze in campionato e un gol; gioca anche una partita con la formazione Primavera.

#### Palermo

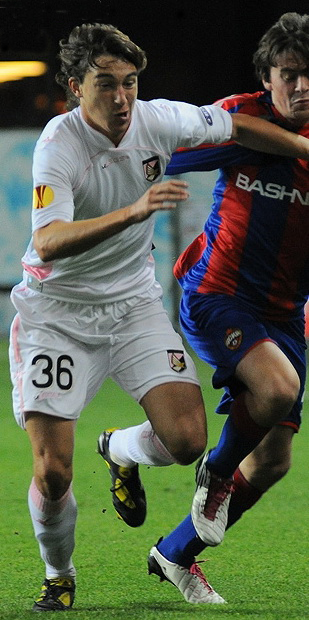
Darmian in azione al nel 2010

Il 12 luglio 2010 Darmian è stato acquistato in compartecipazione dal Palermo, che già il giorno precedente lo aveva inserito nella lista dei convocati per il ritiro in vista della stagione 2010-2011; l'acquisto è stato perfezionato presso la Lega Serie A due giorni dopo.
Ha esordito in maglia rosanero il 16 settembre 2010 giocando da titolare l'incontro di Europa League Sparta Praga-Palermo (3-2), che gli è valso anche l'esordio assoluto nelle competizioni europee. L'esordio in Serie A arriva alla quarta giornata di campionato, subentrando al 92' a Javier Pastore nella vittoria in trasferta per 3-1 contro la Juventus. Il 6 febbraio 2011 gioca la prima partita da titolare in campionato, nella trasferta vinta contro il Lecce per 4-2 valida per la 24ª giornata, uscendo al 33' dopo aver accusato una distrazione muscolare di primo grado al flessore della coscia destra. Chiude la positiva stagione con 16 presenze suddivise fra campionato, Coppa Italia (persa in finale contro l'Inter per 3-1) ed Europa League.

#### Torino
Dopo il rinnovo della compartecipazione tra Milan e Palermo avvenuto il 23 giugno 2011, il 12 luglio seguente passa in prestito al Torino, in Serie B. Esordisce in maglia granata il 13 agosto successivo in Torino-Lumezzane (1-0) del secondo turno di Coppa Italia; segna invece la prima rete in Torino-Empoli della 12ª giornata di campionato, che consente alla sua squadra di vincere per 2-1. In Bari-Torino (1-1) della 15ª giornata, disputata il 13 novembre 2011, si procura una lesione del cercine cotiloideo con versamento endoarticolare. A fine campionato ottiene la promozione in Serie A, dopo aver giocato 33 partite in campionato e 1 in Coppa Italia.
Il 20 giugno 2012 il Palermo riscatta per 500 000 euro dal Milan l'altra metà del cartellino del giocatore e il 5 luglio successivo viene formalizzato il suo ritorno al Torino con la formula della compartecipazione per 850 000 euro. Coi granata gioca 30 partite in campionato e due in Coppa Italia. Il 20 giugno 2013 il Torino acquisisce l'intero cartellino del giocatore risolvendo a proprio favore la compartecipazione con il Palermo, versando nelle casse dei rosanero ulteriori 675 000 euro. Complessivamente il Torino ha pagato il giocatore poco più di 1,5 milioni di euro. Nella stagione 2013-2014 gioca 37 partite in campionato – concluso con la qualificazione all'UEFA Europa League dopo la mancata concessione della licenza UEFA al Parma – più una presenza in Coppa Italia.
Alla sua prima presenza nella stagione 2014-2015, il 7 agosto 2014, realizza la sua prima rete in ambito internazionale nella partita di ritorno del terzo turno preliminare di UEFA Europa League vinta in casa per 4-0 contro gli svedesi del Brommapojkarna; la seconda arriva l'11 dicembre dello stesso anno, realizzata al Copenaghen. Segna, nel ritorno dei sedicesimi di coppa, il gol decisivo che permette ai granata di battere l'Athletic Bilbao per 3-2 al San Mamès, prima italiana a riuscirci. Segna l'ultimo gol stagionale nel derby vinto dopo venti anni dalla compagine granata.
Complessivamente con la maglia del Torino ha giocato 151 partite e segnato sei gol.

#### Manchester Utd

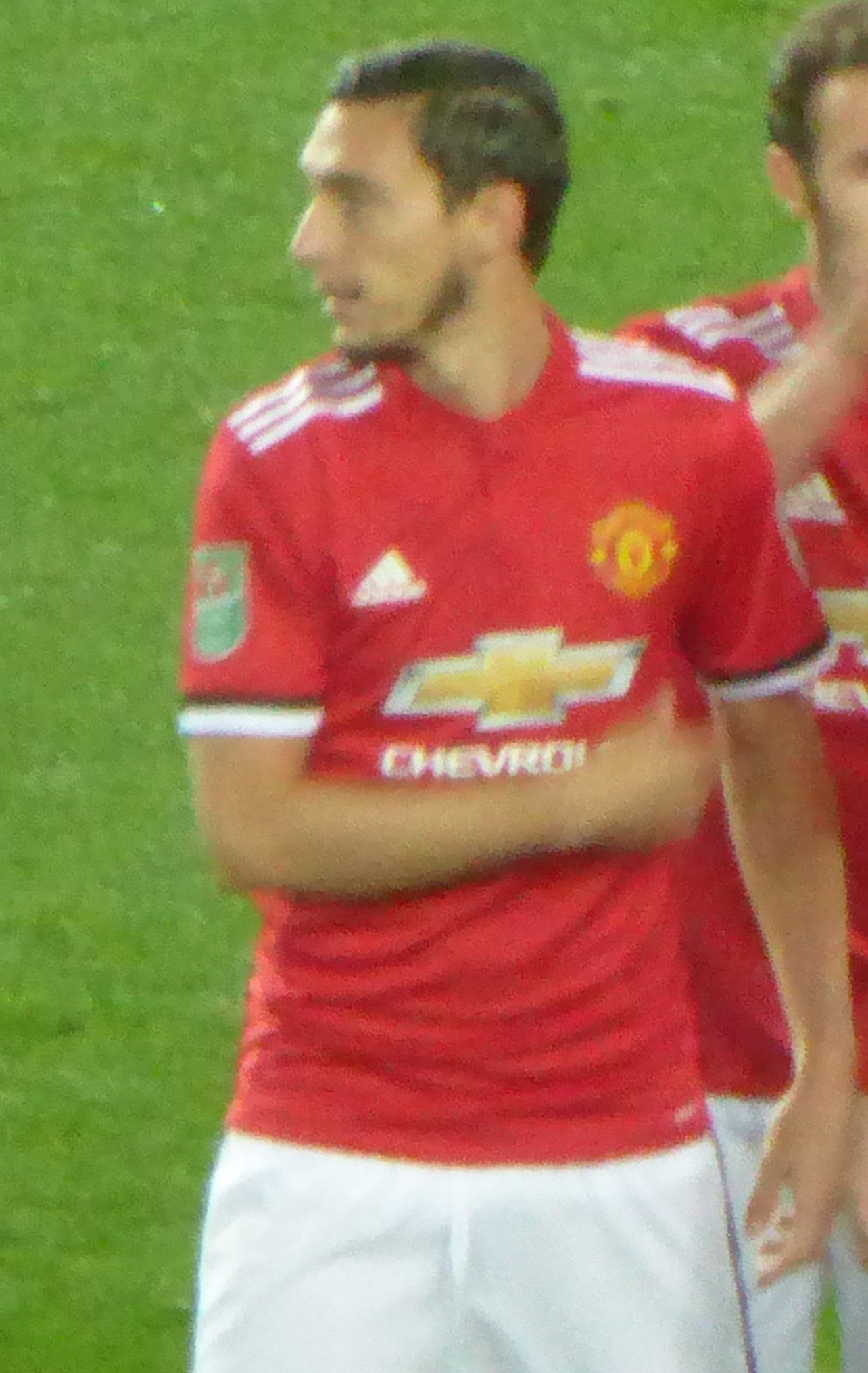
Darmian con la maglia del nel 2017

L'11 luglio 2015 viene ceduto a titolo definitivo al Manchester Utd per 18 milioni di euro (più due di bonus). Il giocatore percepirà tre milioni l'anno per tre anni con opzione per il quarto anno. Molto stimato dall'allenatore Louis van Gaal, esordisce in Premier League l'8 agosto 2015 contro il Tottenham, partita vinta 1-0 dai Red Devils e nella quale viene nominato "Man of the match" (uomo partita) dai tifosi. Il 18 agosto seguente esordisce anche in Champions League, nella partita di andata del turno di playoff vinta 3-1 contro il Club Bruges.
Il 10 settembre, a testimonianza del grande avvio di stagione, con il 42% di preferenze viene scelto dai tifosi come "giocatore del mese" di agosto. Il 20 aprile 2016 segna il suo primo gol con la sua nuova maglia, nella partita di campionato vinta per 2-0 in casa contro il Crystal Palace. Il 21 maggio a Wembley scende in campo nel secondo tempo della finale di FA Cup vinta contro il Crystal Palace.
La stagione seguente arriva José Mourinho come allenatore, che punta su Valencia come terzino destro titolare. Nel corso della stagione trova quindi spazio soprattutto come terzino sinistro. Il 24 maggio 2017 disputa da titolare la finale di Europa League vinta per 2-0 contro l'Ajax a Stoccolma. Chiude la stagione con 29 presenze in tutte le competizioni.
L'8 agosto 2017, all'inizio della sua terza stagione con i Red Devils, viene impiegato da titolare nella partita di Supercoppa UEFA persa per 2-1 contro il Real Madrid. Perde però presto posizioni nelle preferenze del mister portoghese e viene, di fatto, relegato al rango di riserva.
Nella sua quarta e ultima stagione al Manchester United trova pochissimo spazio, sia con Mourinho sia con Ole Gunnar Solskjær che ne prende il posto in panchina nel dicembre 2018. Termina la stagione con sole sei presenze in campionato e una presenza in FA Cup.

#### Parma
Il 2 settembre 2019 si trasferisce a titolo definitivo al Parma. Il 15 dello stesso mese fa il suo esordio con gli emiliani nella partita casalinga persa col Cagliari (1-3), fornendo l'assist ad Antonino Barillà per il gol dei ducali. Il 25 luglio 2020 segna il primo gol con i ducali in occasione del successo in casa del Brescia per 2-1. In tutto mette insieme 34 presenze, un gol e un assist.

#### Inter

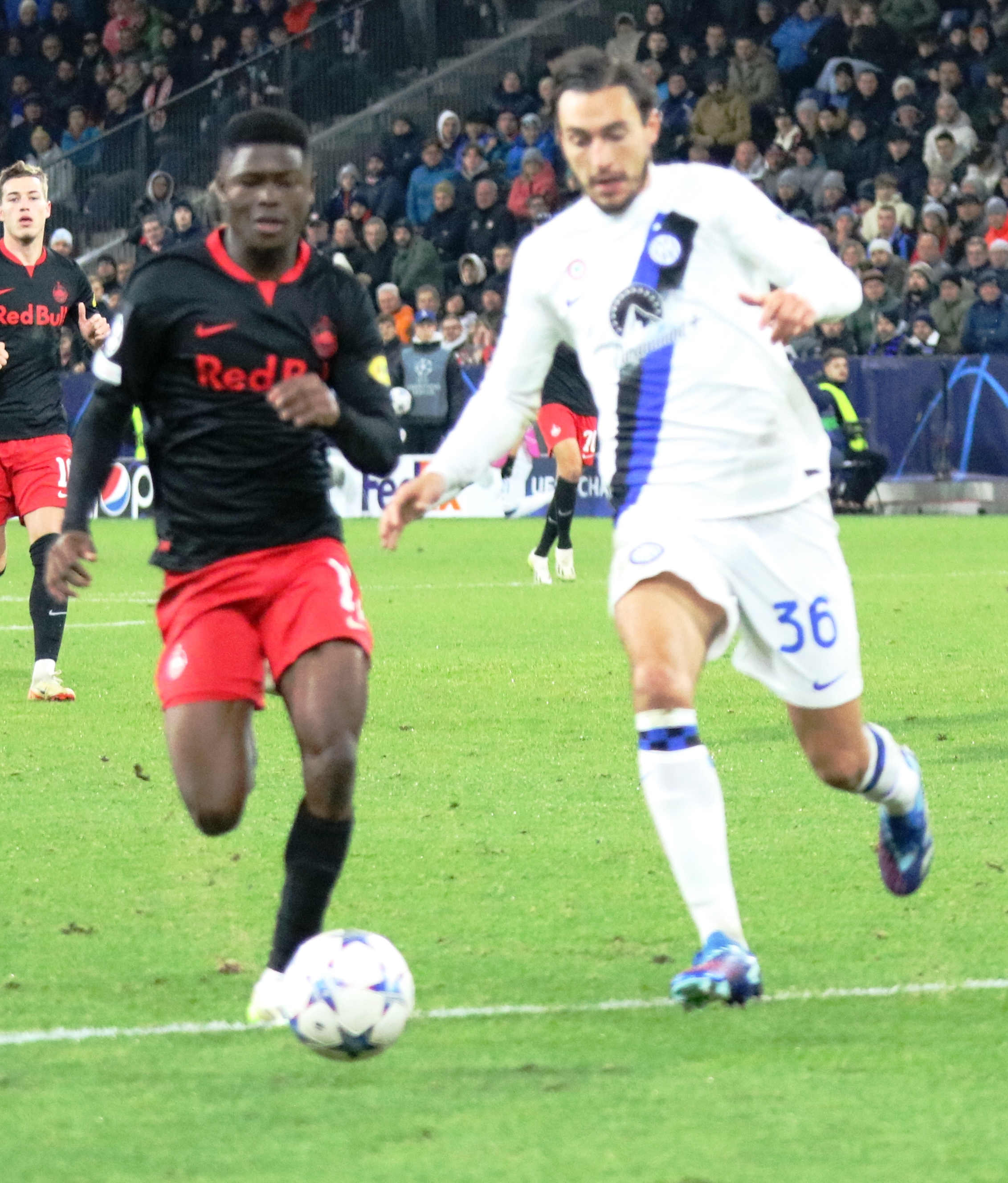
Darmian in una partita di Champions League contro il nel 2023

Dopo aver disputato le prime tre gare di campionato con i ducali, il 5 ottobre 2020 si trasferisce all'Inter in prestito con obbligo di riscatto. Esordisce con i nerazzurri il 21 ottobre seguente, in occasione del pareggio casalingo contro il Borussia M'gladbach in Champions League. Tre giorni dopo fa il suo debutto anche nella massima serie, venendo schierato titolare nella sfida esterna contro il Genoa. Il 1º dicembre sblocca la gara contro il Borussia M'gladbach, realizzando la prima rete in carriera in Champions League, nonché la prima in assoluto con la maglia interista. Nel corso della stagione, seppur venendo impiegato prevalentemente come riserva di Achraf Hakimi, riesce ad apportare un contributo importante ai fini della conquista dello scudetto; il 28 febbraio realizza la prima rete in campionato contro il Genoa, ripetendosi nelle sfide casalinghe contro Cagliari e Verona, nelle quali sigla il gol decisivo. A fine stagione vince il suo primo campionato italiano, nonché il primo dell'Inter dopo undici anni.
Nella stagione seguente, complice la partenza di Hakimi, riesce a trovare spazio nell'undici iniziale schierato dal nuovo tecnico Simone Inzaghi, offrendo prestazioni di spessore negli scontri diretti contro Milan e Napoli. Il 12 gennaio vince il suo secondo trofeo con l'Inter, la Supercoppa italiana, battendo per 2–1 la Juventus dopo i tempi supplementari e fornendo l'assist per la rete decisiva di Alexis Sánchez; inoltre, nella medesima sfida tocca quota 50 presenze complessive con i nerazzurri. L'11 maggio successivo si aggiudica anche la Coppa Italia, superando ancora la Juventus in finale per 4–2 dopo i tempi supplementari.
Nella stagione successiva vince il suo quarto trofeo con l'Inter, la Supercoppa italiana, battendo il Milan per 3-0. Il 31 gennaio 2023 segna il suo primo gol in Coppa Italia, che permette ai meneghini di superare i quarti di finale contro l'Atalanta. A causa dell'infortunio di Milan Škriniar, nella seconda parte di stagione viene impiegato da titolare come braccetto di destra nella difesa a 3, offrendo ottime prestazioni. Il 19 marzo nella sconfitta interna contro la Juventus (0-1) gioca la sua centesima gara con la maglia nerazzurra. Il 24 maggio conquista la sua seconda Coppa Italia consecutiva, la nona della storia per il club nerazzurro, grazie alla vittoria per 2-1 in finale contro la Fiorentina. Il 10 giugno gioca da titolare nella finale di Champions League, persa per 1-0 contro il Manchester City.
Il 12 dicembre 2023, in occasione della gara casalinga di Champions League contro la Real Sociedad, indossa per la prima volta la fascia da capitano, viste le assenze dalla formazione titolare di Lautaro Martínez, Nicolò Barella e Stefan de Vrij. Nello stesso mese, rinnova il proprio contratto con il club nerazzurro fino al 2025. Il 28 febbraio 2024 realizza la sua prima rete stagionale, aprendo le marcature nel 4-0 contro l'Atalanta in campionato.

### Nazionale

#### Nazionali giovanili
Dopo aver giocato in nazionale Under-17 e Under-18, nel luglio 2008 con la nazionale Under-19 guidata da Francesco Rocca, ha partecipato da titolare all'Europeo di categoria ricoprendo sempre il ruolo di terzino destro. Nel 2009, con la nazionale Under-20, ha partecipato ai Giochi del Mediterraneo, disputando sette incontri, e il 25 marzo 2009 ha esordito nella nazionale Under-21 guidata da Pierluigi Casiraghi, nella partita amichevole con l'Austria terminata 2-2.

#### Nazionale maggiore

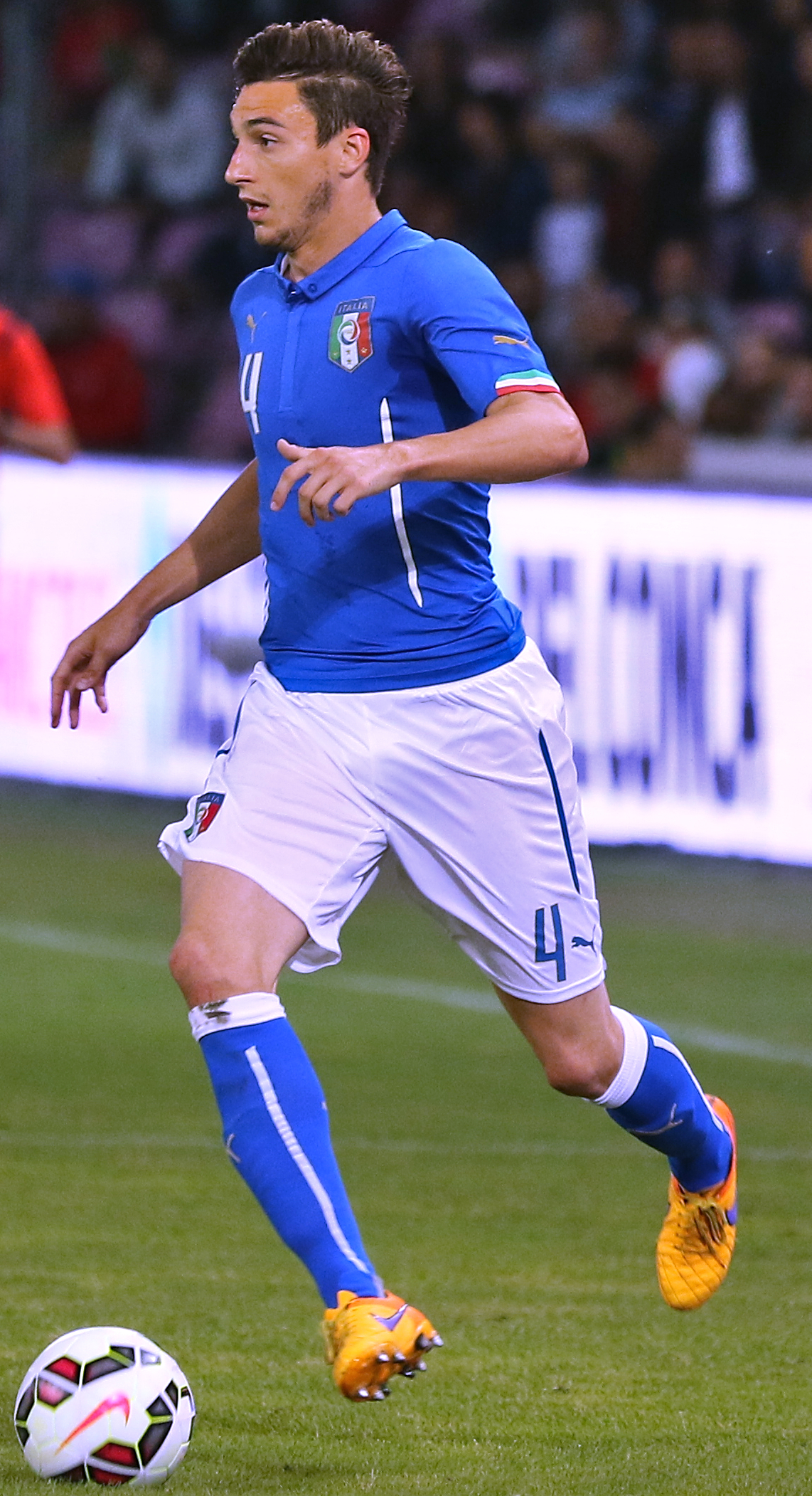
Darmian in azione con la nazionale italiana nel 2015

Dal 10 al 12 marzo 2014 è stato convocato dal CT Cesare Prandelli per uno stage organizzato allo scopo di visionare giovani giocatori in vista dei campionati mondiali, venendo riconfermato per il raduno successivo del 14 e 15 aprile.
Data l'ottima stagione con il Torino, il 13 maggio 2014 è stato inserito nella lista di trenta calciatori pre-convocati per il torneo in Brasile. Esordisce in nazionale il 31 maggio 2014, a 24 anni, giocando titolare come terzino destro nella partita amichevole Italia-Irlanda (0-0) disputata a Londra; il giorno successivo è inserito nell'elenco dei 23 giocatori convocati per il Mondiale 2014. Il 14 giugno esordisce nel torneo giocando da titolare la partita contro l'Inghilterra vinta dagli Azzurri per 2-1 e risultando uno dei migliori in campo. Gioca dall'inizio anche le successive due partite del girone contro Costa Rica e Uruguay, perse entrambe per 1-0, che determinano l'eliminazione dell'Italia.
A inizio 2015 viene premiato con il Pallone Azzurro come miglior giocatore della nazionale per il 2014.
Confermato come titolare dal CT Antonio Conte, il 10 ottobre 2015 segna il primo gol in nazionale, nella partita Azerbaijan-Italia (1-3) disputata a Baku, che garantisce la qualificazione a Euro 2016. Viene inoltre inserito dalla UEFA nella squadra ideale dei migliori giocatori delle qualificazioni, come terzino destro. L'anno seguente viene convocato per l'Europeo in Francia, dove ottiene quattro presenze, sbagliando il rigore decisivo nei tiri di rigore ai quarti di finale contro la Germania.
Con il CT Ventura viene schierato in sette partite delle qualificazioni al Mondiale 2018, comprese le due partite del play-off contro la Svezia nelle quali l'Italia viene eliminata.
Il 17 marzo 2023, ad oltre cinque anni dall'ultima partita con gli Azzurri, viene richiamato in nazionale dal CT Roberto Mancini, in vista delle partite delle qualificazioni a Euro 2024 contro Inghilterra e Malta, e il 26 dello stesso mese, all'età di 33 anni, torna ad indossare la maglia azzurra nel secondo tempo della vittoria esterna per 2-0 contro Malta. Successivamente, a giugno, viene inserito nella lista dei 23 convocati per disputare la fase finale della Nations League, dove l'Italia ottiene il terzo posto.
Il 17 novembre 2023, sotto la gestione del neo CT Luciano Spalletti, torna al gol in nazionale dopo più di otto anni, sbloccando il punteggio della partita delle qualificazioni europee vinta per 5-2 contro la Macedonia del Nord.
Nel giugno 2024, infine, viene convocato per il campionato d'Europa 2024 in Germania, manifestazione in cui scende in campo in tre occasioni.

## Statistiche

### Presenze e reti nei club
Statistiche aggiornate al 30 giugno 2025.
| Stagione              | Squadra               | Campionato            | Campionato | Campionato | Coppe nazionali | Coppe nazionali | Coppe nazionali | Coppe continentali | Coppe continentali | Coppe continentali | Altre coppe | Altre coppe | Altre coppe | Totale | Totale |
| Stagione              | Squadra               | Comp                  | Pres       | Reti       | Comp            | Pres            | Reti            | Comp               | Pres               | Reti               | Comp        | Pres        | Reti        | Pres   | Reti   |
| --------------------- | --------------------- | --------------------- | ---------- | ---------- | --------------- | --------------- | --------------- | ------------------ | ------------------ | ------------------ | ----------- | ----------- | ----------- | ------ | ------ |
| 2006-2007             | Milan                 | A                     | 1          | 0          | CI              | 1               | 0               | UCL                | 0                  | 0                  | -           | -           | -           | 2      | 0      |
| 2007-2008             | Milan                 | A                     | 0          | 0          | CI              | 1               | 0               | UCL                | 0                  | 0                  | SU+Cmc      | 0           | 0           | 1      | 0      |
| 2008-2009             | Milan                 | A                     | 3          | 0          | CI              | 0               | 0               | CU                 | 0                  | 0                  | -           | -           | -           | 3      | 0      |
| Totale Milan          | Totale Milan          | Totale Milan          | 4          | 0          |                 | 2               | 0               |                    | 0                  | 0                  |             | 0           | 0           | 6      | 0      |
| 2009-2010             | Padova                | B                     | 20+2       | 1+0        | CI              | 0               | 0               | -                  | -                  | -                  | -           | -           | -           | 22     | 1      |
| 2010-2011             | Palermo               | A                     | 11         | 0          | CI              | 1               | 0               | UEL                | 4                  | 0                  | -           | -           | -           | 16     | 0      |
| 2011-2012             | Torino                | B                     | 33         | 1          | CI              | 1               | 0               | -                  | -                  | -                  | -           | -           | -           | 34     | 1      |
| 2012-2013             | Torino                | A                     | 30         | 0          | CI              | 2               | 0               | -                  | -                  | -                  | -           | -           | -           | 32     | 0      |
| 2013-2014             | Torino                | A                     | 37         | 0          | CI              | 1               | 0               | -                  | -                  | -                  | -           | -           | -           | 38     | 0      |
| 2014-2015             | Torino                | A                     | 33         | 2          | CI              | 1               | 0               | UEL                | 13                 | 3                  | -           | -           | -           | 47     | 5      |
| Totale Torino         | Totale Torino         | Totale Torino         | 133        | 3          |                 | 5               | 0               |                    | 13                 | 3                  |             | -           | -           | 151    | 6      |
| 2015-2016             | Manchester Utd        | PL                    | 28         | 1          | FACup+CdL       | 3+1             | 0               | UCL+UEL            | 6+1                | 0                  | -           | -           | -           | 39     | 1      |
| 2016-2017             | Manchester Utd        | PL                    | 18         | 0          | FACup+CdL       | 2+2             | 0               | UEL                | 7                  | 0                  | CS          | 0           | 0           | 29     | 0      |
| 2017-2018             | Manchester Utd        | PL                    | 8          | 0          | FACup+CdL       | 2+3             | 0               | UCL                | 3                  | 0                  | SU          | 1           | 0           | 17     | 0      |
| 2018-2019             | Manchester Utd        | PL                    | 6          | 0          | FACup+CdL       | 1+0             | 0               | UCL                | 0                  | 0                  | -           | -           | -           | 7      | 0      |
| Totale Manchester Utd | Totale Manchester Utd | Totale Manchester Utd | 60         | 1          |                 | 14              | 0               |                    | 17                 | 0                  |             | 1           | 0           | 92     | 1      |
| 2019-2020             | Parma                 | A                     | 33         | 1          | CI              | 1               | 0               | -                  | -                  | -                  | -           | -           | -           | 34     | 1      |
| set.-ott. 2020        | Parma                 | A                     | 3          | 0          | CI              | -               | -               | -                  | -                  | -                  | -           | -           | -           | 3      | 0      |
| Totale Parma          | Totale Parma          | Totale Parma          | 36         | 1          |                 | 1               | 0               |                    | -                  | -                  |             | -           | -           | 37     | 1      |
| ott. 2020-2021        | Inter                 | A                     | 26         | 3          | CI              | 3               | 0               | UCL                | 4                  | 1                  | -           | -           | -           | 33     | 4      |
| 2021-2022             | Inter                 | A                     | 25         | 2          | CI              | 5               | 0               | UCL                | 5                  | 0                  | SI          | 1           | 0           | 36     | 2      |
| 2022-2023             | Inter                 | A                     | 31         | 1          | CI              | 5               | 1               | UCL                | 11                 | 0                  | SI          | 1           | 0           | 48     | 2      |
| 2023-2024             | Inter                 | A                     | 33         | 2          | CI              | 1               | 0               | UCL                | 7                  | 0                  | SI          | 2           | 0           | 43     | 2      |
| 2024-2025             | Inter                 | A                     | 29         | 3          | CI              | 4               | 0               | UCL                | 10                 | 0                  | SI+Cmc      | 2+4         | 0           | 49     | 3      |
| Totale Inter          | Totale Inter          | Totale Inter          | 144        | 11         |                 | 18              | 1               |                    | 37                 | 1                  |             | 10          | 0           | 209    | 13     |
| Totale carriera       | Totale carriera       | Totale carriera       | 410        | 17         |                 | 41              | 1               |                    | 71                 | 4                  |             | 11          | 0           | 533    | 22     |

### Cronologia presenze e reti in nazionale
| Cronologia completa delle presenze e delle reti in nazionale ― Italia | Cronologia completa delle presenze e delle reti in nazionale ― Italia | Cronologia completa delle presenze e delle reti in nazionale ― Italia | Cronologia completa delle presenze e delle reti in nazionale ― Italia | Cronologia completa delle presenze e delle reti in nazionale ― Italia | Cronologia completa delle presenze e delle reti in nazionale ― Italia | Cronologia completa delle presenze e delle reti in nazionale ― Italia | Cronologia completa delle presenze e delle reti in nazionale ― Italia |
| Data                                                                  | Città                                                                 | In casa                                                               | Risultato                                                             | Ospiti                                                                | Competizione                                                          | Reti                                                                  | Note                                                                  |
| --------------------------------------------------------------------- | --------------------------------------------------------------------- | --------------------------------------------------------------------- | --------------------------------------------------------------------- | --------------------------------------------------------------------- | --------------------------------------------------------------------- | --------------------------------------------------------------------- | --------------------------------------------------------------------- |
| 31-5-2014                                                             | Londra                                                                | Italia                                                                | 0 – 0                                                                 | Irlanda                                                               | Amichevole                                                            | -                                                                     | 87’                                                                   |
| 14-6-2014                                                             | Manaus                                                                | Inghilterra                                                           | 1 – 2                                                                 | Italia                                                                | Mondiali 2014 - 1º turno                                              | -                                                                     |                                                                       |
| 20-6-2014                                                             | Recife                                                                | Italia                                                                | 0 – 1                                                                 | Costa Rica                                                            | Mondiali 2014 - 1º turno                                              | -                                                                     |                                                                       |
| 24-6-2014                                                             | Natal                                                                 | Italia                                                                | 0 – 1                                                                 | Uruguay                                                               | Mondiali 2014 - 1º turno                                              | -                                                                     |                                                                       |
| 4-9-2014                                                              | Bari                                                                  | Italia                                                                | 2 – 0                                                                 | Paesi Bassi                                                           | Amichevole                                                            | -                                                                     |                                                                       |
| 9-9-2014                                                              | Oslo                                                                  | Norvegia                                                              | 0 – 2                                                                 | Italia                                                                | Qual. Euro 2016                                                       | -                                                                     | 61’                                                                   |
| 10-10-2014                                                            | Palermo                                                               | Italia                                                                | 2 – 1                                                                 | Azerbaigian                                                           | Qual. Euro 2016                                                       | -                                                                     | 81’                                                                   |
| 13-10-2014                                                            | Ta' Qali                                                              | Malta                                                                 | 0 – 1                                                                 | Italia                                                                | Qual. Euro 2016                                                       | -                                                                     | 43’                                                                   |
| 16-11-2014                                                            | Milano                                                                | Italia                                                                | 1 – 1                                                                 | Croazia                                                               | Qual. Euro 2016                                                       | -                                                                     |                                                                       |
| 28-3-2015                                                             | Sofia                                                                 | Bulgaria                                                              | 2 – 2                                                                 | Italia                                                                | Qual. Euro 2016                                                       | -                                                                     | 90’                                                                   |
| 31-3-2015                                                             | Torino                                                                | Italia                                                                | 1 – 1                                                                 | Inghilterra                                                           | Amichevole                                                            | -                                                                     |                                                                       |
| 12-6-2015                                                             | Spalato                                                               | Croazia                                                               | 1 – 1                                                                 | Italia                                                                | Qual. Euro 2016                                                       | -                                                                     |                                                                       |
| 16-6-2015                                                             | Ginevra                                                               | Italia                                                                | 0 – 1                                                                 | Portogallo                                                            | Amichevole                                                            | -                                                                     |                                                                       |
| 3-9-2015                                                              | Firenze                                                               | Italia                                                                | 1 – 0                                                                 | Malta                                                                 | Qual. Euro 2016                                                       | -                                                                     |                                                                       |
| 6-9-2015                                                              | Palermo                                                               | Italia                                                                | 1 – 0                                                                 | Bulgaria                                                              | Qual. Euro 2016                                                       | -                                                                     |                                                                       |
| 10-10-2015                                                            | Baku                                                                  | Azerbaigian                                                           | 1 – 3                                                                 | Italia                                                                | Qual. Euro 2016                                                       | 1                                                                     |                                                                       |
| 13-10-2015                                                            | Roma                                                                  | Italia                                                                | 2 – 1                                                                 | Norvegia                                                              | Qual. Euro 2016                                                       | -                                                                     |                                                                       |
| 13-11-2015                                                            | Bruxelles                                                             | Belgio                                                                | 3 – 1                                                                 | Italia                                                                | Amichevole                                                            | -                                                                     |                                                                       |
| 17-11-2015                                                            | Bologna                                                               | Italia                                                                | 2 – 2                                                                 | Romania                                                               | Amichevole                                                            | -                                                                     |                                                                       |
| 24-3-2016                                                             | Udine                                                                 | Italia                                                                | 1 – 1                                                                 | Spagna                                                                | Amichevole                                                            | -                                                                     |                                                                       |
| 29-3-2016                                                             | Monaco di Baviera                                                     | Germania                                                              | 4 – 1                                                                 | Italia                                                                | Amichevole                                                            | -                                                                     |                                                                       |
| 29-5-2016                                                             | Ta' Qali                                                              | Italia                                                                | 1 – 0                                                                 | Scozia                                                                | Amichevole                                                            | -                                                                     | 59’                                                                   |
| 13-6-2016                                                             | Lione                                                                 | Belgio                                                                | 0 – 2                                                                 | Italia                                                                | Euro 2016 - 1º turno                                                  | -                                                                     | 58’                                                                   |
| 22-6-2016                                                             | Lilla                                                                 | Italia                                                                | 0 – 1                                                                 | Irlanda                                                               | Euro 2016 - 1º turno                                                  | -                                                                     | 60’                                                                   |
| 27-6-2016                                                             | Saint-Denis                                                           | Italia                                                                | 2 – 0                                                                 | Spagna                                                                | Euro 2016 - Ottavi di finale                                          | -                                                                     | 84’                                                                   |
| 2-7-2016                                                              | Bordeaux                                                              | Germania                                                              | 1 – 1 dts (6 – 5 dtr)                                                 | Italia                                                                | Euro 2016 - Quarti di finale                                          | -                                                                     | 86’                                                                   |
| 15-11-2016                                                            | Milano                                                                | Italia                                                                | 0 – 0                                                                 | Germania                                                              | Amichevole                                                            | -                                                                     |                                                                       |
| 28-3-2017                                                             | Amsterdam                                                             | Paesi Bassi                                                           | 1 – 2                                                                 | Italia                                                                | Amichevole                                                            | -                                                                     | 89’                                                                   |
| 7-6-2017                                                              | Nizza                                                                 | Italia                                                                | 3 – 0                                                                 | Uruguay                                                               | Amichevole                                                            | -                                                                     |                                                                       |
| 11-6-2017                                                             | Udine                                                                 | Italia                                                                | 5 – 0                                                                 | Liechtenstein                                                         | Qual. Mondiali 2018                                                   | -                                                                     |                                                                       |
| 2-9-2017                                                              | Madrid                                                                | Spagna                                                                | 3 – 0                                                                 | Italia                                                                | Qual. Mondiali 2018                                                   | -                                                                     |                                                                       |
| 5-9-2017                                                              | Reggio Emilia                                                         | Italia                                                                | 1 – 0                                                                 | Israele                                                               | Qual. Mondiali 2018                                                   | -                                                                     |                                                                       |
| 6-10-2017                                                             | Torino                                                                | Italia                                                                | 1 – 1                                                                 | Macedonia                                                             | Qual. Mondiali 2018                                                   | -                                                                     |                                                                       |
| 9-10-2017                                                             | Scutari                                                               | Albania                                                               | 0 – 1                                                                 | Italia                                                                | Qual. Mondiali 2018                                                   | -                                                                     | 61’                                                                   |
| 10-11-2017                                                            | Solna                                                                 | Svezia                                                                | 1 – 0                                                                 | Italia                                                                | Qual. Mondiali 2018                                                   | -                                                                     |                                                                       |
| 13-11-2017                                                            | Milano                                                                | Italia                                                                | 0 – 0                                                                 | Svezia                                                                | Qual. Mondiali 2018                                                   | -                                                                     | 63’                                                                   |
| 26-3-2023                                                             | Ta' Qali                                                              | Malta                                                                 | 0 – 2                                                                 | Italia                                                                | Qual. Euro 2024                                                       | -                                                                     | 46’                                                                   |
| 15-6-2023                                                             | Enschede                                                              | Spagna                                                                | 2 – 1                                                                 | Italia                                                                | UEFA Nations League 2022-2023 - Semifinale                            | -                                                                     | 46’                                                                   |
| 14-10-2023                                                            | Bari                                                                  | Italia                                                                | 4 – 0                                                                 | Malta                                                                 | Qual. Euro 2024                                                       | -                                                                     |                                                                       |
| 17-11-2023                                                            | Roma                                                                  | Italia                                                                | 5 – 2                                                                 | Macedonia del Nord                                                    | Qual. Euro 2024                                                       | 1                                                                     |                                                                       |
| 20-11-2023                                                            | Leverkusen                                                            | Ucraina                                                               | 0 – 0                                                                 | Italia                                                                | Qual. Euro 2024                                                       | -                                                                     | 90+2’                                                                 |
| 24-3-2024                                                             | Harrison                                                              | Ecuador                                                               | 0 – 2                                                                 | Italia                                                                | Amichevole                                                            | -                                                                     |                                                                       |
| 9-6-2024                                                              | Empoli                                                                | Italia                                                                | 1 – 0                                                                 | Bosnia ed Erzegovina                                                  | Amichevole                                                            | -                                                                     |                                                                       |
| 15-6-2024                                                             | Dortmund                                                              | Italia                                                                | 2 – 1                                                                 | Albania                                                               | Euro 2024 - 1º turno                                                  | -                                                                     | 83’                                                                   |
| 24-6-2024                                                             | Lipsia                                                                | Croazia                                                               | 1 – 1                                                                 | Italia                                                                | Euro 2024 - 1º turno                                                  | -                                                                     | 81’                                                                   |
| 29-6-2024                                                             | Berlino                                                               | Svizzera                                                              | 2 – 0                                                                 | Italia                                                                | Euro 2024 - Ottavi di finale                                          | -                                                                     | 74’                                                                   |
| Totale                                                                |                                                                       | Presenze                                                              | 46                                                                    |                                                                       | Reti                                                                  | 2                                                                     |                                                                       |

## Palmarès

### Club

#### Competizioni nazionali
- Coppa d'Inghilterra: 1

Manchester Utd: 2015-2016
- Community Shield: 1

Manchester Utd: 2016
- Coppa di Lega inglese: 1

Manchester Utd: 2016-2017
- Campionato italiano: 2

Inter: 2020-2021, 2023-2024

- Supercoppa italiana: 3

Inter: 2021, 2022, 2023
- Coppa Italia: 2

Inter: 2021-2022, 2022-2023

#### Competizioni internazionali
- UEFA Europa League: 1

Manchester Utd: 2016-2017

### Individuale
- Pallone Azzurro: 1

2014
- Gran Galà del calcio AIC: 2

Squadra dell'anno: 2014, 2015